# LOL (^^,)
LOL <(^^,)> es el primer álbum de estudio del dj sueco de música eurodance Basshunter. El álbum se lanzó al mercado en dos versiones: la versión original salió al mercado el 1 de septiembre de 2006 bajo el sello WEA. El 14 de noviembre de 2006 se presentó al público una edición navideña e internacional con la mayoría de los temas de la edición original, pero con los nombres de las canciones traducidos al inglés, y nuevas canciones, como "Russia Privjet". El 1 de enero de 2008 salió al mercado una edición más amplia que la internacional, con 18 pistas, en vez de 16. Incluía los bonus track's, "Beer in the Bar" y "Jingle Bells (Bass)".
LOL, es una abreviatura popular en inglés que significa laughing out loud,[1] [2] laugh out loud,[3] , o a veces lots of laughs,[4] traducido como "reírse en voz alta" (es decir, a carcajadas) y "muchas risas". La palabra en si es propia del argot internauta muchas veces visible en foros, como también en mensajes de texto de teléfonos móviles y demás ámbitos no formales.
Su significado original es "Laughing Out Loud", usado principalmente en conversaciones por chat.
Una curiosidad respecto a lol es que en neerlandés es una palabra nativa (no un acrónimo, que, por una sorprendente coincidencia, significa "diversión" (cf., el verbo compuesto lol maken "divertirse" y el adjetivo lollig "divertido, gracioso").

## Cubierta y título
La cubierta de este álbum, en el fondo de esta, se encuentra el rostro de Jonas, el cual está cubierto de un color azul oscuro.

## Ediciones

### Edición Original
| 1 de septiembre de 2006(Portada azul) |        |          |  |
| N.º                                   | Título | Duración |  |
| 54:25                                 |        |          |  |

### Edición Internacional
| 14 de noviembre de 2006(Portada roja) |        |          |  |
| N.º                                   | Título | Duración |  |
| 59:54                                 |        |          |  |

| 1 de enero de 2008(Portada roja) |        |          |  |
| N.º                              | Título | Duración |  |
| 1:16:16                          |        |          |  |

## Cambios de nombre de las canciones
A continuación se expone una tabla con los títulos originales de las canciones, el nombre que adoptaron en la edición internacional y su traducción a español.
| Edición Original                       | Edición Internacional       | Traducción a español                        |
| -------------------------------------- | --------------------------- | ------------------------------------------- |
| "Vi sitter i Ventrilo och spelar DotA" | "DotA"                      | Estamos sentados en Ventrilo jugando a DotA |
| "Boten Anna"                           | "Boten Anna"                | Anna, el bot                                |
| "Strand Tylösand"                      | "Strand Tylösand"           | Playa de Tylösand                           |
| "Sverige"                              |                             | Suecia                                      |
| "Hallå där"                            | "Hello There"               | Hola allí                                   |
| "Mellan oss två"                       | "Between the Two of Us"     | Entre nosotros dos                          |
| "Var är jag"                           | "GPS"                       | Dónde estoy                                 |
| "Utan stjärnorna"                      | "Without Stars"             | Sin las estrellas                           |
| "Festfolk"                             | "Festfolk"                  | Gente fiestera                              |
| "Vifta med händerna"                   | "Throw Your Hands Up"       | Agita tus manos                             |
| "Professional Party People"            | "Professional Party People" | Fiesteros Profesionales                     |
| "I'm Your Basscreator"                 | "I'm Your Basscreator"      | Soy tu creador de bajos                     |
|                                        | "Beer in the Bar"           | Cerveza en un bar                           |
| "Russia Privjet"                       |                             | Hola Rusia                                  |
|                                        | "We Are the Waccos"         | Somos los Waccos                            |
|                                        | "The Beat"                  | El ritmo                                    |

## Posicionamiento en listas
| País           | Lista (2006-08)         | Posición más alta |
| -------------- | ----------------------- | ----------------- |
| Dinamarca      | Album Top-40            | 3                 |
| Finlandia      | Album Top 40            | 4                 |
| Suecia         | Album Top 60            | 5                 |
| Austria        | Album Top 75            | 12                |
| Noruega        | Album Top 40            | 19                |
| Estados Unidos | Dance/Electronic Albums | 24                |
| Francia        | Album Top 150           | 56                |
| Países Bajos   | Mega Album Top 100      | 66                |

## Certificaciones y ventas
| País      | Certificación | Ventas |
| --------- | ------------- | ------ |
| Dinamarca | 2× Platino    | 40 000 |
| Finlandia | Platino       | 33 365 |